# Brothers Dalziel

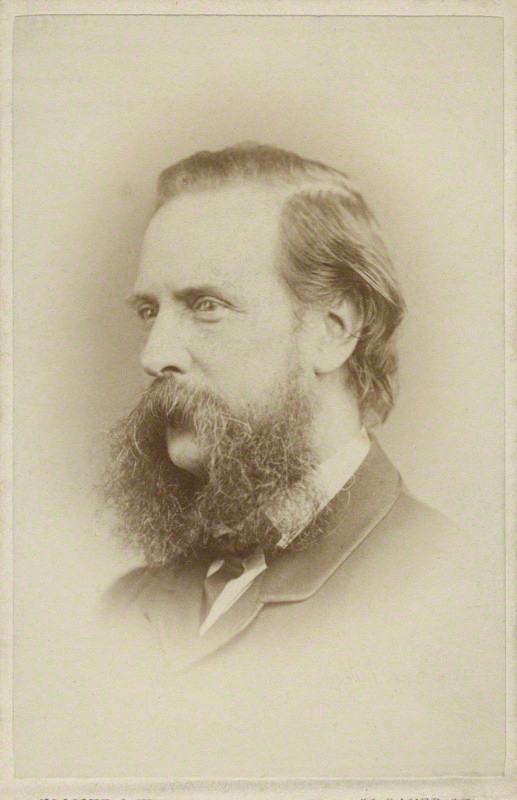
George Dalziel

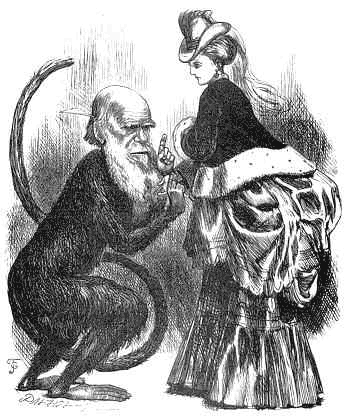
Karykatura Karola Darwina, opublikowana po raz pierwszy w czasopiśmie Fun w 1872 r.

Brothers Dalziel (Bracia Dalziel) – brytyjska firma założona w 1839 r. przez wiktoriańskich drzeworytników i ilustratorów George`a (1815-1902) i Edwarda Dalzielów (1817-1905). W późniejszym okresie dołączyli do nich kolejni bracia: John (1822-1869) i Thomas (1823-1906) oraz inni członkowie rodziny.
Brothers Dalziel zajmowała się tworzeniem ilustracji do książek i czasopism, współpracowała z wieloma artystami, wśród których byli m.in.: Arthur Boyd Houghton, John Gilbert, William Holman Hunt, John Everett Millais, Dante Gabriel Rossetti i James McNeill Whistler. Dorobek firmy oceniany jest na około 50 000 rycin, które stanowią bogatą dokumentację ikonograficzną epoki.
W 1901 ukazała się książka napisana przez George`a i Edwarda pt. The Brothers Dalziel, A Record of Work, 1840-1890 (Bracia Dalziel, Historia ich działalności, 1849-90).